# Owca jukońska
Owca jukońska (Ovis dalli) – dzika owca zamieszkująca góry w Ameryce Północnej (Kanada, Alaska).
Okolice gór Ivyah i Chigwaazraii to obszar zapoczątkowanych w 2018 badań nad owcą jukońską.